# Bure (Jura)
Pour les articles homonymes, voir Bure.
Bure (ancien nom allemand : Burnen) est une commune suisse du canton du Jura, située dans le district de Porrentruy, à la frontière avec la France.

## Géographie
Le territoire de Bure s'étend sur 13,69 km2. Lors du relevé de 2013-2018, les surfaces d'habitations et d'infrastructures représentaient 14,3 % de sa superficie, les surfaces agricoles 51,0 %, les surfaces boisées 29,5 % et les surfaces improductives 5,5 %.

## Toponymie
Le nom de la commune vient du vieux haut allemand būr (petite maison ou bâtiment) et remonte aux premiers colons Alémaniques vers la fin du VIe siècle.
La première occurrence du toponyme date de 968, sous la forme de Biuris. On trouve ensuite Bures à partir de 1139.

## Histoire

Photo aérienne (1950).

Au Moyen Age, Bure était le chef-lieu de l'avouerie du même nom ou de Haute-Ajoie, possédée par les comtes de Montbéliard et de Ferrette, puis par les évêques de Bâle à partir de la fin du XIIIe siècle.
Bure devient le chef-lieu d'une des grandes mairies d'Ajoie sous l'Ancien Régime. La commune fait partie des départements français du Mont-Terrible puis du Haut-Rhin de 1792 à 1815. Elle fait ensuite partie du bailliage puis du district bernois de Porrentruy jusqu'en 1978.

## Population

### Gentilé et surnoms
Les habitants de la commune se nomment les Burets.
Ils sont surnommés les Sangliers (lé Poûe-Sèyè en patois ajoulot), lé Tan-né-chur (les t'en est sûr ?) et lé-z-Èfèmê de Bèture (les affamés de babeurre).

### Démographie

#### Évolution de la population
La commune compte 631 habitants au 31 décembre 2023 pour une densité de population de 46 hab/km2. Sur la période 2010-2023, sa population a diminué de −5,0 % (canton : 6,4 % ; Suisse : 9,4 %).  

#### Pyramide des âges
En 2023, le taux de personnes de moins de 30 ans s'élève à 28,4 %, au-dessous de la valeur cantonale (32,1 %). Le taux de personnes de plus de 60 ans est quant à lui de 37,6 %, alors qu'il est de 29,4 % au niveau cantonal.
La même année, la commune compte 314 hommes pour 317 femmes, soit un taux de 49,8 % d'hommes, supérieur à celui du canton (49,5 %).
| Hommes | Classe d’âge | Femmes |
| ------ | ------------ | ------ |
| 1,3    | 90 ans ou +  | 0,9    |
| 14,0   | 75 à 89 ans  | 16,1   |
| 21,7   | 60 à 74 ans  | 21,1   |
| 20,1   | 45 à 59 ans  | 20,2   |
| 13,1   | 30 à 44 ans  | 14,8   |
| 15,3   | 15 à 29 ans  | 12,9   |
| 14,6   | - de 14 ans  | 13,9   |

| Hommes | Classe d’âge | Femmes |
| ------ | ------------ | ------ |
| 0,7    | 90 ans ou +  | 1,8    |
| 8,6    | 75 à 89 ans  | 10,7   |
| 18,2   | 60 à 74 ans  | 18,8   |
| 20,3   | 45 à 59 ans  | 20,5   |
| 18,4   | 30 à 44 ans  | 17,8   |
| 18,1   | 15 à 29 ans  | 16,0   |
| 15,6   | - de 14 ans  | 14,4   |

## Culture et patrimoine

### Église
À l'église catholique de Saint-Armand de Bure, trois carillonneurs sont parmi les derniers du pays à faire sonner les cloches à la main (RFJ 5.6.2022).

### Militaire
Une place d'armes de 1 009 ha, inaugurée en 1968, se trouve en partie sur le territoire de la commune. Elle est utilisée pour l'instruction des troupes mécanisées, et possède une caserne et des terrains d'exercice. Au lieu-dit nommé Nalé, un village d'exercice pour les troupes mécanisées a été construit entre 2000 et 2003.

### Manifestations
- Salom automobile (juin)
- Nuit de foot (juin)
- Autocross (juillet)
- Burelesk Festival (août)